# Thuilley-aux-Groseilles
Thuilley-aux-Groseilles è un comune francese di 489 abitanti situato nel dipartimento della Meurthe e Mosella nella regione del Grand Est.

## Società

### Evoluzione demografica
Abitanti censiti